# Geoffrey Doumeng
Pour les articles homonymes, voir Doumeng.
Geoffrey Doumeng, né le 9 novembre 1980 à Narbonne dans l'Aude, est un footballeur français. Il évolue au poste de milieu de terrain.

## Biographie
Après avoir commencé le football à l'Olympic Cuxac d'Aude, puis au FU Narbonne, Geoffrey Doumeng rejoint le centre de formation du Montpellier HSC. Il débute en professionnel le 8 février 2001, lors de la 28e journée de D2 face au FC Sochaux (défaite 1-0). Dès lors, il effectue le reste de la saison en tant que titulaire. Malgré les deux dernières défaites du club, Doumeng accède pour la première fois à la première division. Le 28 juillet, Doumeng dispute son premier match en Division 1. Face à Olympique de Marseille, Montpellier obtient le match nul (1-1). Pour sa première saison dans l'élite, le Narbonnais dispute 24 matches. Les saisons suivantes, Doumeng continue à accumuler l'expérience du plus haut niveau, jusqu'en 2004 où après une saison terrible, Montpellier termine à la dernière place en championnat.
Lors du mercato 2004, Doumeng rejoint l'AS Nancy-Lorraine, qui ambitionne également la montée en Ligue 1. Et pour sa première saison en Lorraine, il réussit le pari du président Rousselot, et termine même premier de Ligue 2. Mais Geoffrey Doumeng est placé sur la liste de transférables, et est contraint de se trouver un nouveau club.
C'est ce qu'il fait en signant à Valenciennes FC, tout juste sacré champion de National. Le défi est donc le même que l'année précédente. Et pour la deuxième fois consécutivement, Doumeng devient champion de seconde division et monte à l'étage supérieur. Après une année 2007 complète sur le plan personnel, où il tient une place de titulaire, Valenciennes se maintient in-extremis, terminant au bord de la zone rouge dix-septième. Lors de la saison 2007-2008, le club progresse, se plaçant au treizième rang. Quant à Doumeng, Antoine Kombouaré lui préfère légèrement Carlos Sánchez Moreno, la recrue de l'intersaison.
Le 3 juillet 2008, il signe pour trois ans au Racing Club de Lens, en compagnie de son coéquipier Sébastien Roudet. Il rejoint ainsi Éric Chelle, qu'il a côtoyé à Valenciennes lors des trois saisons précédentes, mais également Daniel Leclercq, qui l'avait fait venir dans le Nord en 2005. Élément clé du dispositif de Jean-Guy Wallemme lors de la remontée du club en Ligue 1, il n'est cependant plus utilisé la saison suivante, et ne dispute même pas une minute en championnat.
Le 13 janvier 2010, il est prêté par le RC Lens au Tours FC pour six mois sans option d'achat.
Le 18 janvier 2010, il débute sous ses nouvelles couleurs contre Le Havre AC (1-1) pour le compte de la 21e journée de Ligue 2.
Il marque son premier but avec le Tours FC le 5 février 2010 contre l'En Avant de Guingamp au Stade du Roudourou (2-2). Après son prêt de six mois, il retourne donc au RC Lens.
Le 1er juillet 2011, et après plus d'un an sans disputer la moindre minute en rencontre officielle, son contrat n'est logiquement pas prolongé et il rejoint donc les stages de l'UNFP. Il prépare également son diplôme d'entraîneur.
Geoffrey Doumeng s'engage le 1er janvier 2012 au Chonburi FC, en Thaïlande. Il y reste une année et finit deuxième du championnat avant de s'engager avec un autre club thaïlandais, le Phuket FC (D2 thaïlandaise) en janvier 2013.
Il rejoint en juin 2014 le FC Sète.

## Palmarès
| - Montpellier HSC - Coupe Intertoto - Vainqueur : 1999. | - AS Nancy-Lorraine - Ligue 2 - Vainqueur : 2005. | - Valenciennes FC - Ligue 2 - Vainqueur : 2006. | - RC Lens - Ligue 2 - Vainqueur : 2009. |

## Carrière
| Saison      | Club              | Pays       | Championnat        | Coupes nationales | Coupes d’Europe | Sélection France |
| ----------- | ----------------- | ---------- | ------------------ | ----------------- | --------------- | ---------------- |
| 1999 - 2000 | Montpellier HSC   | Division 1 | -                  | -                 | 3 matchs (CI)   | -                |
| 2000 - 2001 | Montpellier HSC   | Division 2 | 11 matchs          | -                 | -               | -                |
| 2001 - 2002 | Montpellier HSC   | Division 1 | 23 matchs          | 1 match           | -               | -                |
| 2002 - 2003 | Montpellier HSC   | Ligue 1    | 18 matchs / 2 buts | 1 match           | -               | -                |
| 2003 - 2004 | Montpellier HSC   | Ligue 1    | 21 matchs          | 3 matchs          | -               | -                |
| 2004 - 2005 | AS Nancy-Lorraine | Ligue 2    | 25 matchs / 1 but  | 2 matchs          | -               | -                |
| 2005 - 2006 | Valenciennes FC   | Ligue 2    | 26 matchs / 2 buts | 1 match           | -               | -                |
| 2006 - 2007 | Valenciennes FC   | Ligue 1    | 32 matchs / 1 but  | 3 matchs          | -               | -                |
| 2007 - 2008 | Valenciennes FC   | Ligue 1    | 27 matchs / 1 but  | 3 matchs          | -               | -                |
| 2008 - 2009 | RC Lens           | Ligue 2    | 31 matchs / 1 but  | 4 matchs          | -               | -                |
| 2009 - 2010 | RC Lens           | Ligue 1    | -                  | -                 | -               | -                |
| 2009 - 2010 | Tours FC          | Ligue 2    | 16 matchs / 1 but  | -                 | -               | -                |
| 2010 - 2011 | RC Lens           | Ligue 1    | -                  | -                 | -               | -                |
| 2014 - 2015 | FC Sète 34        | CFA        | 15 matchs / 3 but  | 1 matchs          | -               | -                |

Dernière mise à jour le 19 mars 2015

## Référence
1. ↑  Doumeng avec les moins de 16 ans
2. ↑  Doumeng avec les moins de 17 ans
3. ↑  Mercato : signature de Geoffrey Doumeng sur le site du Tours FC, le 13 janvier 2010.
4. ↑  Mathieu Massain, « Sète : un ancien de ligue 1 a signé (off.) », foot-national.com, 10 juin 2014 (consulté le 10 juin 2014)
5. ↑  « Fiche de Geoffrey Doumeng », sur footballdatabase.eu